# Ninh Lộc
Ninh Lộc là một xã thuộc thị xã Ninh Hòa, tỉnh Khánh Hòa, Việt Nam.
Xã Ninh Lộc có diện tích 29,72 km², dân số năm 1999 là 7.484 người, mật độ dân số đạt 252 người/km². Xã Ninh Lộc bao gồm 7 thôn: Lệ Cam, Mỹ Lợi, Tam Ích, Tân Khê, Vạn Khê, Ninh Đức, Phong Thạnh và Tân Thủy. Thực hiện nghị quyết 129 ngày 02/12/2022 của HĐND tỉnh Khánh Hòa sáp nhập thôn Lệ Cam vào Tân Thủy và lấy tên Tân Thủy.
Như vậy tính đến nay xã Ninh Lộc sẽ còn lại các thôn như sau: 1/Tân Thủy, 2/Tam Ích, 3/Ninh Đức, 4/Phong Thạnh, 5/Tân Khê, 6/Vạn Khê và 7/Mỹ Lợi.